# Myriotrema subcostaricense
Myriotrema subcostaricense är en lavart som beskrevs av Sipman 1994. Myriotrema subcostaricense ingår i släktet Myriotrema och familjen Thelotremataceae.   Inga underarter finns listade i Catalogue of Life.